# Petals on the Wind (film)
Petals on the Wind is een Amerikaanse televisiefilm van kabelnetwerk Lifetime uit 2014. Gebaseerd op het gelijknamige boek van Virginia C. Andrews uit 1980 is het het vervolg op de film Flowers in the Attic, dat eerder in 2014 werd uitgebracht.
Rose McIver en Wyatt Nash vertolken nu de twee titelrollen, terwijl Heather Graham en Ellen Burstyn terugkeren als hun moeder en grootmoeder. De regie was in handen van Karen Moncrieff.
Petals on the Wind werd gematigd positief ontvangen, met een score van 64% bij Metacritic.

## Verhaal
Nadat Cathy, Christopher en Carrie uit Foxworth Hall ontsnapten worden ze geadopteerd door de welgestelde dokter Paul Sheffield. Die stuurde hen naar de beste scholen en zorgde ervoor dat ze ook na zijn dood niets tekort zouden komen. Als de man tien jaar later komt te overlijden blijven ze dan ook in zijn huis wonen. Hun moeder Corrine is inmiddels gehuwd met advocaat Bart, terwijl grootmoeder Olivia bedlegerig is geworden. Dit stelt Corrine in staat zich van haar juk te ontdoen en de leiding in Foxworth Hall over te nemen.
Op de balletschool leert Cathy Julian kennen, en ze besluit met hem mee te gaan naar New York. Aldaar blijkt hij echter dominant en gewelddadig te zijn. Christopher studeert geneeskunde en leert tijdens zijn stage Sarah kennen, de dochter van zijn baas. Het klikt wel tussen de twee maar Christopher aarzelt, want voor hem is Cathy nog steeds de enige ware liefde. Carrie wordt gepest op school omdat ze klein is gebleven en altijd haar pop bij zich heeft. Dat doet ze omdat ze de pop ooit van haar moeder kreeg, en nog steeds naar haar moeders liefde hunkert.
Christopher en Carrie trekken naar New York om de première van Cathy's voorstelling bij te wonen. Carrie vraagt Cathy om bij haar te logeren, waar zij en Julian mee instemmen. Even later betrapt Christopher Julian als die Carrie betast. Na een handgemeen loopt Julian boos weg met Cathy in zijn kielzog. In de auto vertelt ze hem dat ze hun kind draagt, en op dat moment worden ze in de flank aangereden. Julian komt om en tien maanden later zien we Cathy terug bij Christopher wonen. Ze heeft nu een zoontje, Jory, en geeft balletles aan kinderen.
Carrie zingt in het kerkkoor en leert zo de jonge priester Alex kennen. Die vraagt haar al snel ten huwelijk, maar Carrie gelooft dat ze een kind van de duivel is, zoals hun grootmoeder altijd zei. Ze trekt naar Foxworth Hall om haar moeder uit te nodigen voor haar huwelijk, maar die erkent haar niet als haar dochter. De volgende dag vinden Christopher en Cathy haar dood in bed, waar ze middels rattenvergif de hand aan zichzelf sloeg.
Cathy wil hierop wraak nemen op haar moeder, verleidt dier man Bart in bed en raakt zwanger van hem. Christopher vraagt intussen onder zachte dwang van zijn baas Sarah ten huwelijk. Cathy is ervan overtuigd dat het beter is dat ze elk een eigen leven gaan leiden, maar desalniettemin kunnen ze hun gevoelens voor elkaar maar moeilijk bedwingen, en net terwijl ze een innige kus delen worden ze door Sarah betrapt. Door het schandaal zijn ze gedwongen uit de regio te verdwijnen en Christopher wil graag naar Californië trekken, waar niemand hen kent en ze zich als doorsnee gezin kunnen presenteren. Cathy wil echter eerst haar wraakplan doorzetten.
Cathy en Christopher sluipen Foxworth Hall binnen, waar Corrine die avond een feest geeft. Tijdens het feest maakt Cathy in het bijzijn van alle gasten wereldkundig dat ze de kinderen van Corrine zijn die hen probeerde te vergiftigen, en vervolgens dat ze zwanger is van Corrine's man Bart. Olivia, die in een rolstoel aanwezig is, bevestigt alles alleen maar en Corrine kan niet anders meer dan het toegeven. Als Olivia weer in bed ligt geeft ze Corrine een koffer met daarin het stoffelijk overschot van Cory, het halfbroertje van Carrie dat jaren terug door haar werd vergiftigd. Corrine zet de kamer in brand, waardoor het landhuis afbrand en Olivia en Bart omkomen.
Zes jaar later wonen Christopher en Cathy als man en vrouw met Cathy's twee kinderen in Californië. Corrine is mentaal gebroken en slijt haar dagen in een psychiatrische instelling.

## Rolverdeling
- Rose McIver als Cathy Dollanganger, de balletdansende protagonist.
- Wyatt Nash als Christopher Dollanganger jr., Cathy's broer.
- Bailey De Young als Carrie Dollanganger, Cathy en Christophers tienerzus.
- Heather Graham als Corrine Winslow, Cathy, Christopher en Carries moeder.
- Ellen Burstyn als Olivia Foxworth, Corrines moeder.
- Dylan Bruce als Bart Winslow, Corrines man.
- Will Kemp als Julian Marquet, Cathy's balletdansende vriend.
- Whitney Hoy als Sarah Reeves, Christophers vriendin.